# Burela
Burela ist eine spanische Gemeinde in der Provinz Lugo der autonomen Gemeinschaft Galicien. Die Gemeinde hat 9.547 Einwohner (Stand: 2024). Burela ist eine Küstengemeinde am Kantabrischen Meer.

## Bevölkerungsentwicklung der Gemeinde
Quelle: INE-Archiv – grafische Aufarbeitung für Wikipedia

## Geschichte
Die Geschichte von Burela reicht bis in vorrömische Zeit zurück. Der älteste Nachweis von Menschen, der in der Gegend gefunden wurde, war das Castro von Burela am Ende des Kaps. Die Bewohner dieser Festungen hinterließen eines der Wahrzeichen der Stadt, ein Torques aus der Eisenzeit, das sich heute im Provinzmuseum von Lugo befindet und auch Teil des Wappens ist.
Die erste schriftliche Erwähnung von Burela findet sich in einem Dokument aus dem Jahr 1096, in dem die Stadt als Burellum bezeichnet wird. Der Ursprung des Namens Burela ist bis heute unbekannt. Burela erhielt 1994 die Unabhängigkeit von Cervo.

## Wirtschaft
| Ackerbau, Viehzucht und Fischerei                                                  | 0475  | 012,42 |
| Industrie                                                                          | 0389  | 010,17 |
| Bauwirtschaft                                                                      | 0300  | 07,84  |
| Dienstleistungsbetriebe                                                            | 2.661 | 069,57 |
| Total                                                                              | 3.825 | 100,00 |
| * Daten aus dem Statistischen Amt für Wirtschaftliche Entwicklung in Galicien, IGE |       |        |

Sein Fischereihafen ist einer der wichtigsten an der galicischen Küste und verfügt über eine große Flotte. Seine Wirtschaft basiert hauptsächlich auf dem Fischfang, insbesondere Weißer Thun („bonito del norte“) und Seehecht werden täglich in das übrige Spanien geliefert. Infolgedessen hat sich eine Konservenindustrie entwickelt.